# Nodar Dumbadze
Nodar Dumbadze (georgià: ნოდარ დუმბაძე) (Tbilisi, 1928-1984), escriptor georgià. Un dels grans noms de la literatura georgiana del segle XX i de la literatura soviètica.
Dumbadze va néixer a Tbilisi el 14 de juliol de 1928. El seu pare era membre del Comitè Regional del Partit Comunista i va ser víctima de la repressió del 1937, acusat d'enemic del poble. Aquest motiu va fer que Dumbadze passés una llarga temporada amb uns parents al poble de Khidistavi, a l'oest de Geòrgia. Aquest contacte amb la vida rural marcarà bona part de la seva obra.
El 1950 es va graduar en Economia a la Universitat Estatal de Tbilisi, on va treballar durant un temps com a ajudant. Mentrestant, col·laborava en diaris i publicava llibres d'històries d'humor. El 1957 va deixar la Universitat per a dedicar-se de ple a escriure. Va treballar en diverses editorials i com a guionista de cinema. L'èxit li esdevingué amb l'aparició de la seva novel·la més famosa Me, Bebia, Iliko da Ilarioni (მე, ბებია, ილიკო და ილარიონი) (Jo, l'àvia, l'Iliko i l'Ilarioni, 1960), de caràcter autobiogràfic i que descriu les peripècies d'un noi orfe amb la seva àvia i uns veïns vells, que viuen en un poble durant la II Guerra Mundial, quan tots els homes útils són al front. S'hi pot apreciar el seu gran sentit de l'humor i la seva predilecció pels valors i la simplicitat de la vida rural. A partir d'aquesta, totes les seves novel·les gaudirien d'una gran popularitat i serien traduïdes ràpidament als idiomes de l'òrbita soviètica.
De 1967 a 1972 fou editor de la revista satírica Niangi (Cocodril). El 1974 va esdevenir secretari de la Unió d'Escriptors Georgians. El 1975 va rebre el Premi Estatal Shota Rustaveli i el 1980 el Premi Lenin. Des de 1981 va ser membre del presidium de la Unió d'Escriptors Soviètics. També va ser diputat al Soviet Suprem Georgià de 1971 a 1978 i del Soviet Suprem de la Unió Soviètica de 1979 a 1984.
El 14 de setembre de 1984 va morir a Tbilisi i fou enterrat a la Ciutat dels Infants Mziuri que ell mateix va crear.

## Obra
La seva producció literària abasta un munt de contes infantils i històries còmiques i les novel·les:
- Me, Bebia, Iliko da Ilarioni (მე, ბებია, ილიკო და ილარიონი) (Jo, l'àvia, l'Iliko i l'Ilarioni, 1960)
- Me vkhedav mzes (მე ვხედავ მზეს) (Jo veig el sol, 1962)
- Mziani game (მზიანი ღამე) (Nit assolellada, 1967)
- Nu geshinia, deda! (ნუ გეშინია, დედა!) (No et preocupis, mare!, 1971)
- Tetri bairagebi (თეთრი ბაირაღები) (Les banderes blanques, 1973)

També va escriure guions cinematogràfics i se'n va encarregar de les celebrades adaptacions al cinema de les seves novel·les i del seu conte Cucaraça (კუკარაჩა).